# Primer Ejército (Estados Unidos)
El Primer Ejército de Estados Unidos (en inglés First United States Army) es una formación del Ejército de Estados Unidos. Se activó por primera vez en 1918 en Francia, bajo el mando del general John J. Pershing. Participó en la Primera Guerra Mundial, la Segunda Guerra Mundial. Desde el año 2006 se encarga de regular las actividades de formación, preparación y movilización de las múltiples brigadas dentro del territorio de los Estados Unidos.

## Primera Guerra Mundial
El Primer Ejército se creó el 10 de agosto de 1918 como un ejército de campo cuando los militares estadounidenses llegaron a Francia en las últimas fases de la Primera Guerra Mundial, como parte de la Fuerza Expedicionaria Americana (AFI por sus siglas en inglés). El Primer Ejército llegó a estar compuesto por más de 500 000 de hombres. Fue el primero de los tres ejércitos establecidos en la Fuerza Expedicionaria. 
Durante ese periodo sirvieron en sus filas muchas figuras que más tarde jugarían un papel importante en la Segunda Guerra Mundial, como el mayor Douglas MacArthur o el capitán George Patton. El Primer Ejército fue desactivado en abril de 1919.

## Los años entre las guerras mundiales
Como parte de una reorganización del ejército y la realización final de la enmienda de 1920 a la Ley Nacional de Defensa de 1916, el Jefe del Estado Mayor, el general Douglas MacArthur estableció la creación de cuatro ejércitos. Los ejércitos se establecieron para proporcionar la estructura de las grandes organizaciones militares que podrían ser movilizadas en caso de necesidad nacional.[cita requerida]
El Primer Ejército se activó el 11 de septiembre de 1933 en Fort Jay, Governors Island, Nueva York. En un principio activo como un ejército de papel, que era comandado por el general Dennis E. Nolan. El Primer Ejército estaba compuesto por tres Cuerpos de Ejército. El Primer Cuerpo tenía su Cuartel General en Boston, Massachusetts, el Segundo Cuerpo en Fort Jay, Governors Island, Nueva York y el Tercer Cuerpo en Fort McHenry en Baltimore, Maryland. El Primer Ejército estaba al mando de las áreas y la formación del ejército regular, la reserva del ejército y unidades de la Guardia Nacional en las tres áreas de cuerpo de ejército.[cita requerida]
Dennis E. Nolan, jefe de inteligencia durante la Primera Guerra Mundial de la Fuerza Expedicionaria, fue su primer comandante, su sucesor fue el mayor general Fox Conner, otro veterano de la Fuerza Expedicionaria. En los años posteriores a la Primera Guerra Mundial, Conner fue un mentor crucial en las carreras de Dwight Eisenhower y George C. Marshall. 
En 1938, el Primer Ejército estuvo bajo mando del general Hugh A. Drum, encontrándose este al mando durante los primeros años de la Segunda Guerra Mundial.[cita requerida]

## Segunda Guerra Mundial
Drum se retiró en 1943, cuando llegó a la edad de jubilación obligatoria. Su sucesor fue el general George Grunert. A su llegada a Bristol, Inglaterra, en octubre de 1943 el Primer Ejército comenzó a prepararse para el Día D, la invasión de Normandía.
En enero de 1944, el general Omar Bradley asumió el mando del Primer Ejército.
El Primer Ejército fue asignado al 21.er Grupo de Ejército que estaba al mando de todas las fuerzas terrestres aliadas durante la invasión. Al Primer Ejército se le adjudicaron las playas de Utah y Omaha. Las dos divisiones aerotransportadas estadounidenses que aterrizaron fueron esparcidas por todo la zona, causando gran confusión entre los soldados alemanes y asegurando gran parte de sus objetivos, aunque la confusión era tal, que muchas formaciones estaban compuestas por unidades de las dos divisiones. La mayor parte de terreno conquistado, por las fuerzas aliadas en la fase inicial, correspondió al Primer Ejército. Cuando se unieron las cabezas de playa, sus tropas atacaron la península la Cotentin, capturando Cherburgo. Cuando el puerto Mulberry estadounidense fue destruido por una tormenta, Cherburgo se hizo mucho más vital que se había pensado que sería.[cita requerida]
Después de la captura de Cherburgo, el Primer Ejército devastó el sur. Con el inicio de la Operación Cobra, Sus fuerzas finalmente lograron romper las líneas alemanas y se desplazó rápidamente por Francia. El Primer Ejército fue asignado al recién creado Decimosegundo Grupo de Ejército de Estados Unidos, comandando por el general Omar Bradley. Su sucesor en el mando fue el teniente general Courtney Hogdes. El Primer Ejército y Tercer Ejército rodearon a las fuerzas alemanas en Falaise. Después de capturar París, el Primer Ejército se dirigió hacia el sur de los Países Bajos.
Cuando los alemanes atacaron durante la Batalla de las Ardenas, el Primer Ejército se encontraba en el lado norte del saliente, y aislados del Decimosegundo Grupo de Ejército, su autoridad de mando. Fue trasferido al 21.er Grupo de Ejército el 20 de diciembre. Después de la Batalla de las Ardenas, el Primer Ejército fue transferido de vuelta al Decimosegundo Grupo de Ejército. 
El 7 de marzo, el Primer Ejército encontró un puente intacto sobre el Rin, en Remagen, lo que le permitió cruzar el río. El 4 de abril, el Primer Ejército y Noveno Ejército consiguieron cercar al Grupo de Ejércitos B, que se encontraban bajo el mando del mariscal de campo Walther Model. Si bien algunos elementos del Primer Ejército se concentraron en la reducción de la bolsa del Ruhr, otros se dirigieron hacia el este, creando otra bolsa en la que se encontraba el 11.º Ejército. El Primer Ejército llegó al río Elba el 18 de abril. Allí, el avance se detuvo, pues era la zona de demarcación acordada entre las fuerzas norteamericanas y soviéticas. El Primer Ejército y las fuerzas soviéticas se reunieron el 25 de abril. 
En mayo de 1945, una avanzadilla del Cuartel General del Primer Ejército regresó a Nueva York y se prepararon para ir al Pacífico, serían parte de las fuerzas en la invasión de Honshū, la isla principal de Japón en la primavera de 1946, en la llamada Operación Corona la segunda fase de la prevista Operación Downfall, pero la rendición japonesa en agosto de 1945 hizo que se cancelase la operación.[cita requerida]

## De la Segunda Guerra Mundial a día de hoy
El Primer Ejército regresó a los Estados Unidos en 1946 y fue asignado como uno de los seis Ejércitos continentales de los Estados Unidos, responsable de la supervisión y formación de la Guardia Nacional, su Cuartel general se encontraba en Fort Jay, Governors Island Nueva York. 
En 1966, el Primer Ejército y el Segundo Ejército de Estados Unidos se fusionaron y su Cuartel General se trasladó a Fort Meade, Maryland en 1973. 
En 1990, el Primer Ejército adiestró y desplegó más de 41 000 soldados de la Reserva en Arabia Saudita durante la Operación Escudo del Desierto.
En 1991, el Cuarto Ejército de Estados Unidos fue desactivado y sus unidades reasignadas al Primer Ejército. 
En 1995, el Cuartel General del Primer Ejército se trasladó a Fort Gillem, cerca de Atlanta, Georgia, y se convirtió en el responsable de la formación y movilización de todas las unidades de la Reserva del Ejército y de la Guardia Nacional de los Estados Unidos y de la prestación de asistencia al sector civil durante las emergencias nacionales y los desastres naturales. En 2005, después del paso del huracán Katrina y a raíz del desastre ocurrido, el Primer Ejército se encargó de la coordinación y del control de todo los activos del Departamento de Defensa, en total unos 72 000 hombres y mujeres. Al mando de todos ellos se encontraba el teniente general Russel L. Honoré. 
En lo que se lleva de siglo XXI, el Primer Ejército ha sido sometido a más cambios a medida que se iban cerrando algunas bases. 
Desde el año 2006 se encarga de regular las actividades de formación, preparación y movilización de las múltiples brigadas en el oeste de los Estados Unidos, una misión que recaía en el Quinto Ejército de Los Estados Unidos. El Quinto Ejército se convirtió en el Ejército Norte de Estados Unidos.
El Primer Ejército también vio como algunas de sus divisiones de formación, se desactivaban, y como la división modular del ejército se centra en las brigadas. En la actualidad el Primer Ejército está dividido en dos subcomandos, Primer Ejército División Este con base en Fort Meade, Maryland, y Primer Ejército División Oeste, con base en Fort Hood, Texas. La División del este supervisa las responsabilidades del Primer Ejército en todos los estados al este del río Misisipi, mientras que la División oeste supervisa las unidades en todos los estados al oeste del río Misisipi.[cita requerida]

## Honores
Condecoraciones y honores ganados por el Primer Ejército

### Premios por participaciones en Campaña
- Primera Guerra Mundial

1. Batalla de Saint-Mihiel
2. Ofensiva de Meuse-Argonne
3. Lorena 1918

- Segunda Guerra Mundial

1. Batalla de Normandía (con )
2. norte de Francia
3. Batalla de las Ardenas
4. Campaña del Rin
5. Campaña Ardenas-Alsacia
6. Campaña Europa Central

### Honores
Joint Meritorious Unit 
Huracán Katrina 2005.

## Organización del Primer Ejército
Primer Ejército División Este - Fort Meade, Maryland 
157.ª Brigada de Infantería "Spartan" - Fort Jackson. Anteriormente 5.ª Brigada, 87.ª División.
158.ª Brigada de Infantería "Warrior" - Patrick Air Force Base. Anteriormente 2.ª Brigada, 87.ª División.
174.ª Brigada de Infantería "Patriot" - Fort Drum. Anteriormente 2.ª Brigada, 78.ª División.
188.ª Brigada de Infantería "Battle Ready" - Fort Stewart. Anteriormente 4.ª Brigada, 87.ª División.
189.ª Brigada de Infantería "Bayonet" - Fort Bragg. Anteriormente 4.ª Brigada, 78.ª División.
72.ª Brigada de Artillería de Campaña "Warrior Eagle" - Fort Meade. Anteriormente 5.ª Brigada, 78.ª División.
4.ª Brigada de Caballería "Saber" - Fort Knox. Anteriormente 4.ª Brigada, 85.ª División.
177.ª Brigada Acorazada "Mudcats" - Camp Shelby. Anteriormente 3.ª Brigada, 85.ª División.
205.ª Brigada de Infantería "Bayonet" - Indianapolis. Anteriormente 3.ª Brigada, 85.ª. División.
Primer Ejército División Oeste- Fort Hood, Texas
5.ª división Acorazada - Fort Carson. Anteriormente 2.ª Brigada, 91.ª División.
120.ª Brigada de Infantería - Fort Hood. Anteriormente 2.ª Brigada, 75.ª División.
166.ª Aviation Brigade - Fort Hood. Anteriormente 3.ª Brigada, 75.ª División.
181.ª Brigada de Infantería "Eagle" - Fort McCoy. Anteriormente 2.ª Brigada, 85.ª División.
191.ª Brigada de Infantería - Fort Lewis. Anteriormente 4.ª Brigada, 91.ª División.
402.ª Brigada de Artillería de Campaña - Travis Air Force Base. Anteriormente 3.ª Brigada, 91.ª División.
479.ª Brigada de Artillería de Campaña - Fort Sill. Anteriormente 4.ª Brigada, 75.ª División.